# Edit Kovács (Fechterin)
Edit Kovács (* 9. Juni 1954 in Veszprém) ist eine ehemalige ungarische Florettfechterin.

## Erfolge
Edit Kovács wurde 1987 in Lausanne mit der Mannschaft Weltmeisterin und gewann mit ihr zwischen 1979 und 1985 zudem drei Silber- und zwei Bronzemedaillen. Sie nahm an drei Olympischen Spielen teil: Bei den Olympischen Spielen 1976 in Montreal gewann sie mit der ungarischen Mannschaft, zu der neben Kovács noch Ildikó Bóbis, Magda Maros, Ildikó Ujlakiné-Rejtő und Ildikó Schwarczenberger zählten, die Bronzemedaille. Vier Jahre darauf in Moskau wiederholte sie mit Gertrúd Stefanek, Zsuzsanna Szőcs, Ildikó Schwarczenberger und Magda Maros diesen Erfolg. Bei den Olympischen Spielen 1988 in Seoul erreichte sie mit der ungarischen Equipe ungeschlagen das Halbfinale, in dem sie Italien mit 3:9 unterlagen. Das Gefecht um den dritten Platz gewann die Mannschaft im Anschluss gegen die Sowjetunion mit 9:2, sodass Kovács gemeinsam mit Katalin Tuschák, Zsuzsanna Jánosi, Gertrúd Stefanek und Zsuzsanna Szőcs eine weitere Bronzemedaille erhielt. Die Einzelkonkurrenz schloss sie auf dem 16. Rang ab.